# Катаев, Александр Демидович
Александр Демидович Катаев (4 апреля 1925, Бобровка — 13 мая 1980, Нижний Тагил) — советский военнослужащий, гвардии старшина запаса, полный кавалер ордена Славы. В Рабоче-крестьянской Красной Армии и Советской Армии служил с августа 1943 года по декабрь 1949 года. Во время Великой Отечественной войны сражался на 1-м Украинском фронте. Весь боевой путь прошёл в составе 61-й гвардейской танковой бригады 10-го гвардейского Уральского Добровольческого танкового корпуса. Был дважды ранен и контужен.
Радист-пулемётчик танка Т-34 2-го танкового батальона гвардии старший сержант А. Д. Катаев отличился при освобождении Западной Украины и Польши. В сложных боевых условиях он обеспечивал экипаж устойчивой радиосвязью, активно помогал командиру танка в обнаружении целей, огнём из пулемёта нанёс большой урон врагу. В ходе боестолкновений несколько раз заменял выбывших из строя членов экипажа танка и, демонстрируя личное мужество и героизм, продолжал выполнение боевых задач.
На завершающем этапе войны участвовал в боях за плацдарм на левом берегу реки Одер северо-западнее Бреслау, разгроме немецких войск в Силезии, штурме Потсдама, ликвидации группировки вермахта южнее Берлина. Боевой путь завершил в Праге в должности механика-водителя танка Т-34. После демобилизации жил и работал в Нижнем Тагиле.

## Биография

### До отправки на фронт
Александр Демидович Катаев родился 4 апреля 1925 года в селе Бобровка Тагильского округа Уральской области РСФСР СССР (ныне село Елизаветинское муниципального образования «Городской округ «город Нижний Тагил»» Свердловской области Российской Федерации) в семье рабочего. Русский. Окончил 8 классов школы в 1940 году. До призыва на военную службу работал электриком, затем забойщиком на прииске Уральского золоторудного управления «Уралзолото» в Висимо-Шайтанске. Был передовиком производства.
В ряды Рабоче-крестьянской Красной Армии А. Д. Катаев был призван Висимским районным военкоматом Свердловской области в августе 1943 года. На призывной комиссии Александр Демидович высказал желание служить в Уральском Добровольческом танковом корпусе, и его направили на курсы механиков-водителей. За два с небольшим месяца учёбы он освоил не только технику вождения боевой машины, но и смежные специальности радиотелеграфиста и командира башни. После окончания обучения его с пополнением направили в 10-й гвардейский танковый корпус, находившийся в тот момент в резерве Ставки Верховного Главнокомандования. Механиками-водителями бригады корпуса были уже полностью укомплектованы, и молодого танкиста определили радиотелеграфистом во 2-й танковый батальон 61-й гвардейской танковой бригады в экипаж гвардии лейтенанта В. И. Торопчина (механик-водитель гвардии старший сержант Ф. П. Кравченко, командир башни гвардии старший сержант Л. Н. Волков). 1 марта 1944 года корпус генерал-майора Г. С. Родина в составе 4-й танковой армии был подчинён 1-му Украинскому фронту и, сосредоточившись в районе Ямполя, начал подготовку к предстоявшему наступлению. Гвардии старший сержант А. Д. Катаев отличился уже с первых дней пребывания на фронте.

### Орден Славы III степени
4 марта 1944 года началась Проскуровско-Черновицкая наступательная операция. В течение дня части 60-й армии сумели прорвать оборону врага в районе Ямполя, и в прорыв был введён 10-й гвардейский танковый корпус. В авангарде наступала 61-я гвардейская танковая бригада, которая имела задачу оседлать железную и шоссейную дороги Проскуров—Тарнополь в районе Волочиска и отрезать пути отхода проскуровской группировке врага на запад. Несмотря на сложные погодные условия и распутицу танкисты 2-го танкового батальона под командованием гвардии майора В. Н. Никонова с десантом автоматчиков на броне 6 марта вышли на подступы к Волочиску. Здесь в районе сахарного завода и посёлка Фридриховка гвардии старший сержант А. Д. Катаев принял свой первый бой с врагом. Противник яростно контратаковал. 7 марта мощным ударом 7-й танковой дивизии немцы сумели отсечь бригаду от основных сил корпуса. В течение 6 суток гвардейцы полковника Н. Г. Жукова совместно бронебойщиками 29-й гвардейской мотострелковой бригады и двум батареями 1621-го самоходного артиллерийского полка стойко отбивали натиск превосходящих сил немцев, уничтожив в ходе боёв 40 немецких танков и САУ.
Сломив сопротивление врага, танкисты развили стремительное наступление на Тарнополь. 16 марта Т-34 гвардии лейтенанта Торопчина одним из первых вышел к селу Ступки. Умело маневрирую на поле боя, огнём орудия, пулемёта и гусеницами экипаж уничтожил 2 противотанковых орудия, 5 миномётных точек и до 70 солдат и офицеров вермахта. Когда танк был подбит, гвардии старший сержант Катаев вместе с другими членами экипажа занял оборону возле повреждённой машины и огнём из автомата успешно отражал контратаку неприятеля.
Взять с ходу Тарнополь, объявленный немцами одним из прочно удерживаемых опорных пунктов («fester Platz»), советским войскам не удалось. Бои за город принимали затяжной характер, и 21 марта 10-й гвардейский танковый корпус получил задачу наступать на Каменец-Подольский. Действуя в составе экипажа, гвардии старший сержант А. Д. Катаев принимал участие в освобождении населённых пунктов Скалат, Новосюлки, Гримайлов, Городница, Гусятин, Скала и Должок. В ночь с 24 на 25 марта Александр Демидович участвовал в дерзкой ночной атаке на село Зиньковцы, в ходе которой были захвачены в качестве трофеев более 50 артиллерийских орудий и миномётов. В 17.00 25 марта части 4-й танковой армии начали штурм Каменца-Подольского. Экипаж гвардии лейтенанта Торопчина одним из первых преодолел реку Смотрич по заминированному Турецкому мосту и ворвался в Старый город. Упорный бой завязался за Турецкую крепость. Когда тяжёлое ранение получил командир танка, Катаев взял управление машиной на себя и продолжил выполнение боевой задачи. К утру 26 марта Каменец-Подольский был полностью очищен от войск противника. За доблесть и мужество, проявленные в бою, наградами был отмечен весь экипаж Владимира Торопчина: командир получил орден Красной Звезды, а гвардии старшие сержанты Катаев, Волков и Кравченко — ордена Славы 3-й степени.

### Орден Славы II степени
Летом 1944 года войска 1-го Украинского фронта продолжили наступление на Западной Украине. 17 июля в рамках Львовско-Сандомирской операции 4-я танковая армия была введена в Колтувский коридор. 10-й гвардейский танковый корпус имел задачу через Тростянец-Малы выйти к Золочеву и оттуда, обходя Львов с юга, наступать общим направлением на Городок. В 8.00 17 июля 61-я гвардейская танковая бригада, отрезая противнику пути отступления, вышла на западную окраину Золочева. Экипаж танка Т-34, в составе которого воевал гвардии старший сержант А. Д. Катаев, в составе танковой роты гвардии старшего лейтенанта В. А. Маркова одним из первых вошёл в город. 2-й танковый батальон гвардии майора В. Н. Никонова быстро подавил сопротивление врага в юго-западной части города, после чего стремительно продвинулся вперёд и к исходу дня занял район населённых пунктов Ляцке Вельке и Ляцке Малы, где в ночном бою разгромил крупное соединение пехоты неприятеля, прорывавшееся из котла под Бродами во Львов. На следующий день Василий Николаевич силами своего батальона попытался овладеть мощным опорным пунктом немцев селом Ольшаница, прикрывавшим подступы ко Львову. Однако, чтобы сломить в одиночку сопротивление частей 14-й пехотной дивизии СС «Галичина», сил у танкистов не хватило. Только с подходом корпусной артиллерии и подразделений 322-й стрелковой дивизии к исходу дня удалось овладеть опорным пунктом врага. В бою за Ольшаницу отличились танковые роты В. А. Маркова и М. Н. Вертилецкого, которые подбили и сожгли семь танков, четыре противотанковых и два зенитных орудия. Проявили себя в этом бою и гвардии старшие сержанты Катаев, Волков и Кравченко, огнём орудия, пулемёта и гусеницами истребившие до взвода пехоты врага.
Ожесточённое сопротивление немцев вынудило советское командование изменить первоначальный план операции. По приказу командарма Д. Д. Лелюшенко основные силы 10-го гвардейского танкового корпуса были брошены непосредственно на штурм города Львова. В то же время перед 61-й гвардейской танковой бригадой гвардии полковника Н. Г. Жукова была поставлена задача во взаимодействии с соединениями 60-й армии прикрывать правый фланг главных сил 4-й танковой армии, действовавших на львовском направлении, и не допустить выхода на Львов частей противника, пытавшегося прорваться из бродского котла. В течение нескольких дней уральцы-добровольцы Свердловской бригады вели ожесточённое сражение к западу от Золочева. В этот период радист-пулемётчик танка Т-34 гвардии старший сержант А. Д. Катаев действовал смело и решительно, помогая командиру эффективно управлять боевой работой экипажа и своевременно указывая ему цели на поле боя. Благодаря слаженной и умелой работе экипаж танка 22 июля в бою у села Лацке Вельке уничтожил 2 пулемётные точки и истребил до 40 солдат и офицеров вермахта. На следующий день в бою за Подъяркув силами экипажа было уничтожено до 25 вражеских солдат и ещё 5 взято в плен.
За отличие в боях под Львовом почти весь экипаж вновь был отмечен боевыми наградами. Механик-водитель Кравченко получил орден Красной Звезды, а гвардеец Волков — орден Славы 2-й степени. Гвардии старший сержант А. Д. Катаев был представлен к ордену Красной Звезды, но приказом от 23 сентября 1944 года был награждён орденом Славы 2-й степени.

### Орден Славы I степени
В ходе Львовско-Сандомирской операции войска 1-го Украинского фронта вышли к реке Висла и захватили плацдарм в районе Сандомира, с которого 12 января 1945 года перешли в наступление в рамках Сандомирско-Силезской фронтовой операции Висло-Одерского стратегического плана. К 14.00 стрелковые части 13-й армии овладели двумя линиями немецкой обороны, и решением командующего фронтом Маршала Советского Союза И. С. Конева в бой были введены основные силы 10-го гвардейского танкового корпуса с задачей развить успех первого дня наступления.
На рассвете 13 января 61-я гвардейская танковая бригада ворвалась в населённый пункт Лисув (Lisów, гмина Моравица, Келецкий повят, Свентокшиское воеводство, Польша) и, разгромив крупную вражескую автоколонну, полностью овладела деревней. Однако показания пленных немцев встревожили командира бригады гвардии полковника Жукова. По всему выходило, что уральцы оказались на направлении главного удара 17-й танковой дивизии вермахта. Оборону пришлось организовывать наспех. Задачу оборонять непосредственно Лисув комбриг поставил перед 2-м танковым батальоном гвардии майора Никонова. Ключевые позиции у костёла и кладбища заняла рота гвардии капитана Маркова. Не прошло и часа, как немцы обрушили на деревню шквал артиллерийско-миномётного огня под прикрытием которого в бой пошли вражеские «тигры» и «пантеры». Началось ожесточённое сражение, длившееся до наступления темноты. Танкисты Никонова отразили 12 атак численно превосходящих сил врага, уничтожив 39 немецких танков и потеряв при этом 11 своих. 1 «пантеру», 1 «тигр», 3 бронетранспортёра, 7 автомашин и до взвода пехоты неприятеля записал на свой счёт гвардейский экипаж командира танкового взвода Владимира Торопчина, радистом-пулемётчиком в составе которого сражался гвардии старший сержант А. Д. Катаев. Когда его танк был подбит, а гвардии лейтенант Торопчин получил смертельное ранение, Александр Демидович под шквалом артиллерийского огня вытащил ещё живого командира из машины и отнёс его на пункт первой помощи, после чего вернулся на свою позицию и продолжил выполнение боевой задачи. К рассвету 14 января противник был полностью разгромлен подошедшими к месту боя основными силами корпуса. Всего в районе Лисува противник потерял более 180 танков из состава 16-й и 17-й танковых дивизий.
За доблесть и мужество, проявленные в бою за Лисув, 6 февраля 1945 года новый командир 2-го танкового батальона гвардии капитан Н. С. Моськин представил гвардии старшего сержанта А. Д. Катаева к ордену Славы 1-й степени. Высокая награда танкисту была присвоена уже после окончания войны указом Президиума Верховного Совета СССР от 27 июня 1945 года.

### На завершающем этапе войны
После танкового сражения под Лисувом А. Д. Катаев прошёл с боями через всю Польшу, форсировал Одер в районе Кёбена и участвовал в боях на левом берегу реки северо-западнее Бреслау, громил группировку вермахта в Силезии. За это время был дважды ранен и контужен, но быстро возвращался в строй. Во время Берлинской операции Александр Демидович в составе экипажа форсировал Нейсе и Шпрее. В боях за пригород Берлина город Потсдам 25 апреля 1945 года его танк был подбит. Два члена экипажа были тяжело ранены, но Катаев не вышел из боя. Вместе с оставшимся в строю членом экипажа, которого Александр Демидович запомнил под фамилией Зайчук, он продолжил выполнение боевого задания. Танкист то садился за рычаги и менял позицию, то останавливал машину и вёл огонь, помогая своей пехоте продвинуться вперёд. В заключительные дни Берлинской операции 61-я гвардейская танковая бригада была брошена на ликвидацию немецкой группировки, пытавшейся прорваться на запад из котла к югу от Берлина. Войну Катаев заканчивал в должности механика-водителя танка. 2 мая он провёл свою тридцатьчетвёрку по улицам уже поверженной столицы нацистской Германии, а 9 мая вошёл на ней в столицу Чехословакии город Прагу, где и завершил свой боевой путь.

### После войны
После окончания Великой Отечественной войны А. Д. Катаев продолжал службу в армии в составе своего соединения, которое осенью 1946 года было переформировано в 10-й гвардейскую танковую дивизию. Демобилизовавшись в декабре 1949 года в звании гвардии старшины, Александр Демидович вернулся на Урал. С января 1950 года работал в родной деревне трактористом гортопа. В июле того же года переехал в Нижний Тагил. Чуть более трёх лет служил в линейном отделении милиции на станции Нижний Тагил в должности командира отделения. С 1954 года работал на станции Смычка слесарем механизированной горки, затем (с 1962 года) электриком в Висимском откормочном совхозе. В 1968 году Александр Демидович пришёл на Нижнетагильский металлургический комбинат имени В. И. Ленина, где трудился плотником в железнодорожном цехе. После выхода на пенсию в 1976 году ещё несколько лет работал слесарем в управлении водопроводно-канализационного хозяйства Нижнетагильского горкомхоза.
Умер ветеран 13 мая 1980 года. Похоронен в Нижнем Тагиле на Висимском кладбище.

## Награды
- Орден Славы 1-й степени (27.06.1944)[24];
- орден Славы 2-й степени (23.09.1944)[6];
- орден Славы 3-й степени (20.05.1944)[11];
- медали, в том числе:

медаль «За победу над Германией в Великой Отечественной войне 1941—1945 гг.».

## Память
- Имя А. Д. Катаева увековечено на стеле, установленной в честь тагильчан — Героев Советского Союза и полных кавалеров ордена Славы в городе Нижний Тагил на улице Победы[33].

## Документы
- Общедоступный электронный банк документов «Подвиг Народа в Великой Отечественной войне 1941—1945 гг.» Дата обращения: 23 марта 2015. Архивировано из оригинала 14 октября 2014 года.

Представление к ордену Славы 1-й степени. Дата обращения: 23 марта 2015. Архивировано 2 апреля 2015 года.
Указ Президиума Верховного Совета СССР от 27 июня 1945 года. Дата обращения: 23 марта 2015. Архивировано 2 апреля 2015 года.
Орден Славы 2-й степени (представлен к ордену Красной Звезды). Дата обращения: 23 марта 2015. Архивировано 2 апреля 2015 года.
Орден Славы 3-й степени. Дата обращения: 23 марта 2015. Архивировано 2 апреля 2015 года.